# Miltogramma uzbek
Miltogramma uzbek är en tvåvingeart som beskrevs av Thomas Pape 1996. Miltogramma uzbek ingår i släktet Miltogramma och familjen köttflugor.
Artens utbredningsområde är Uzbekistan. Inga underarter finns listade i Catalogue of Life.